# Енгелберт Долфус
Енгелберт Долфус (на немски: Engelbert Dollfuß) е австрийски политик и канцлер от май 1932 до убийството му през юли 1934 г.

## Религиозно детство
Роден в Тексинг в семейство на ревностни католици, Долфус е решен да стане свещеник, но се отказва от това си намерение през 1913 г., когато е приет в Университета във Виена, където изучава право.
През следващата година започва Първата световна война и Долфус е повикан в армията, но е обявен за негоден за военна служба заради ниския си ръст – 1,51 м.
Дълбоко унизен, той се записва като доброволец и този път е мобилизиран. Бие се блестящо срещу италианците и е повишен в звание. През 1918 г. е задържан като военнопленник, но бързо е освободен. Войната свършва, а Долфус се връща в една победена и разорена страна.

## Новият канцлер
През 1922 г. навлиза в политиката като член на Християнсоциалната партия. През 1931 г. е избран за министър на земеделието. На 20 май 1932 г. Енгелберт Долфус става канцлер на Австрия. Застава начело в един труден момент за младата Австрийска република, предизвикан от кризата от 1929, което води и до нарастване влиянието на крайното ляво и крайното дясно. Решен да възстанови положението в страната, той се заема със стабилизирането на шилинга, на финансовото равновесие и с реорганизация на основните австрийски банки.

## Долфус и нацизмът
На 30 януари 1933 г. Хитлер става канцлер на Германия и това събитие поставя началото на битката между австрийската нацистка партия, желаеща аншлус с Германия, и Долфус. Съзнавайки силата на своя съперник, австрийският канцлер търси външни съюзници. Мусолини се превръща в негова основна опора. Във вътрешната политика Долфус напразно опитва да създаде коалиционно правителство със социалдемократите, които настояват за нови избори.

## Диктатурата на Долфус
На 4 май 1933 г. Енгелберт Долфус разпуска парламента. Насетне управлява чрез декрети, опирайки се на Отечествения фронт. Така Австрия се превръща в авторитарна страна. Диктаторската власт му позволява да премахне правото на стачка и на сдружение и да забрани марксистката преса.
На 30 май 1933 г. комунистическата партия е разтурена, а на 20 юни е забранена нацистката партия. Многобройните ѝ членове са арестувани и пратени в концентрационни лагери. Отговорът на Берлин не закъснява – германското национално радио използва факта, че неговият баща не е известен, за да го обяви за „полу-евреин“. Долфус се превръща в основна цел за ликвидиране пред австрийските нацисти.
През септември същата година създава крайнодесния Отечествен фронт, обединяващ Християнсоциалната партия и Хаймвера (фашистка организация), което дава основания установеният от него режим да бъде наричан фашистки.

## Кървави сблъсъци
На 3 октомври 1933 г. канцлерът Долфус се измъква на косъм от атентат, подготвен от нацисти.
На 19 януари 1934 г. социалистите – единствената легална опозиция, правят демонстрация против водената от Долфус политика, което довежда до арестуването на около 200 социалдемократи, а това от своя страна – до ескалиране на напрежението в гражданска война между работници и полицейски сили, започнала на 12 февруари. В нея намират смъртта си 1500 – 2000 души, а над 5000 са ранени. На 16 февруари бунтът е потушен, а канцлерът забранява социалдемократическата партия.

## Заговор и убийство
На 1 май 1934 г. Долфус прокарва нова конституция, която превръща Австрия в авторитарна страна и в която са предвидени избори, „когато обстоятелствата го позволят“.
На 25 юли австрийски нацисти, дегизирани с военни униформи, възнамеряват да вземат за заложници всички министри. Заговорът се проваля благодарение на вътрешния министър, който предупреждава навреме канцлера и останалите министри. Все пак при опита си да напусне канцлерската сграда Долфус се натъква на нацистите, които го застрелват и той умира по-късно от раните си.